# John Riordan (Mathematiker)
John Riordan (* 22. April 1903 in Derby (Connecticut); † 27. August 1988 in Scituate (Massachusetts)) war ein US-amerikanischer Mathematiker, der sich mit Kombinatorik befasste.

## Leben
Riordan studierte an der Yale University. Ab 1926 forschte er an den Bell Laboratories. 1968 ging er in den Ruhestand. Er lehrte danach noch an der Rockefeller University.
Er war in literarischen Zirkeln aktiv und veröffentlichte bereits 1929 ein Buch mit Kurzgeschichten (On the make). Er war Herausgeber von Literaturzeitschriften der New School of Social Research in New York (Salient, The Figure in the Carpet).
Er war mit der Verlegerin und Literaturagentin Mavis McIntosh verheiratet. Mit ihr hatte er zwei Töchter.

## Schriften
- Introduction to combinatorial analysis, Princeton UP 1958, 1980
- Stochastic service systems, Wiley 1962
- Combinatorial identities, Wiley 1968
- mit Neil Sloane: The enumeration of rooted trees by total height, J. Austral. Math. Soc., Band 10, 1969, S.  278–282